# Атлетика на Летњим олимпијским играма 2016 — штафета 4 × 400 метара за мушкарце
Штафетна трка 4 х 400 метара за мушкарце, била је једна од 47 дисциплина атлетског програма на Летњим олимпијским играма 2016. у Рио де Женеиру, Бразил. Такмичење је одржано 19. и 20. августа на Олимпијском стадиону Жоао Авеланж.
Титулу олимпијског победника са Олимпијских игара у Лондону 2012 бранила је штафета Бахама.

## Учесници
Учествовало је 16 штафета, из исто толико земаља.
| - Бахаме - Белгија - Боцвана - Бразил - Венецуела - Доминиканска Република | - Индија - Јамајка - Јапан - Колумбија - Куба | - Пољска - САД - Тринидад и Тобаго - Уједињено Краљевство - Француска |

## Квалификације
У трци штафета на Олимписким играма 2016. mоже учествовати 16 штафета. Првих осам штафета са Светског првенства у тркама штафета 2015. (одржаном у Насау на Бахамима од 2—3. маја 2015) директно су се кавалификовале за Олимпијске игре. Преосталих осам се квалификују на сладаћи начин: шест према ИААФ Светској ранг листи од 12. јула 2016. и два најбоље на истoј листи на крају 2015. године

## Систем такмичења
Такмичње у овој дисциплини је орджанао у два дана. Првог дана у квалификацијама се учествовале све штафете које су постигле квалификационе норме. подељене у две групе из којих су се по 3 најбрже штафете из сваке групе и две према постигнутом резултату пласирале у финале.

## Кратко о такмичењу
У трци шрафета 4 х 400 м учествовао је актуелни олимпијски победник штафета Бахама, а главни фаворит била је америчка штафета која је има највеће успехе у овој дисциплини јер је победила 16 пута (од могућих 23). Американци су светски прваци са последњег Светског првенства 2015. у Пекингу и светски и олимпијски рекордери.
Америчка штафета је потврдила своју класу и победила резултатом 2:57,30, што је најбољи светски резултат сезоне. У последњој измени трчао је олимпијски побеник на овим играма у трци на 400 метара Лашон Мерит. Сребро је освојила млада штафета Јамајке, а Бахами бронзу и тако се на трећим Олимпијским играма у низу појавили на победничком постољу.
Штафете Белгије и Боцване су по 2 пута ( у квалификацијама и финалу) обарали националне рекорде својих земаља.

## Рекорди пре почетка такмичења
Стање 18. август 2016.
| Светски рекорд          | 2:54,29 | Сједињене Државе · Ендру Валмон, Квинси Вотс, Butch Reynolds, Мајкл Џонсон | Сједињене Државе | Штутгарт, Немачка | 22. август 1993. |
| Олимпијски рекорд       | 2:55,39 | САД Лашон Мерит, Анџело Тејлор, Дејвид Невил, Џереми Воринер               | Сједињене Државе | Пекинг, Кина      | 23. август 2008. |
| Најбољи резултат сезоне | 3:00,38 | Универзитет Луизијана                                                      | Сједињене Државе | Батон Руж, САД    | 23. април 2016.  |

## Рекорди после завршеткаа такмичења
| Најбољи резултат сезоне | '2:58,29 | Јамајка · Рашин Макдоналд, Питер Метјуз, Нејтон Ален,Џејвон Франсис | Јамајка          | Рио де Женеиро, Бразил | 18. август 2016. |
| Најбољи резултат сезоне | 2:57,30  | САД >Арман Хол, Тони Маквај, Гил Робертс, Лашон Мерит               | Сједињене Државе | Рио де Женеиро, Бразил | 19. август 2016. |

## Сатница такмичења
Сатница такмичења на сајту ИААФ
| Датум                    | (UTC-3) | (UTC+2)           | Ниво          |
| ------------------------ | ------- | ----------------- | ------------- |
| Петак 19. август, 2016   | 21.10   | 1.10 (20. август) | Квалификације |
| Субота 20. август, 2016. | 22.35   | 2.35 (21.август)  | Финале        |

## Освајачи медаља
|                                                                                             |                                                                                          |                                                                                     |
| Арман Хол · Тони Маквај · Гил Робертс · Лашон Мерит · Кајл Клемонс* · Дејвид Верберг* · САД | Питер Метјуз · Нејтон Ален · Фицрој Данкли · Џејвон Франсис · Рашин Макдоналд* · Јамајка | Алонзо Расел · Мајкл Матје · Стивен Гардинер · Крис Браун · Стивен Њуболд* · Бахаме |

* Такмичари обележени звездицом су трчали у квалификацијама, не и у финалу.

## Резултати

### Квалификације
У финале су се пласирале по 3 првопласиране штафете из обе квалификационе групе (КВ) и две штафете на основу постигнутог резултату у квалификацијама (кв).,
| Место | Група | Стаза | Земља                | Састав штафете                                                         | НР      | Резултат | Белешка |
| ----- | ----- | ----- | -------------------- | ---------------------------------------------------------------------- | ------- | -------- | ------- |
| 1.    | 1     | 4     | Јамајка              | Рашин Макдоналд, Питер Метјуз, Нејтон Ален, Џејвон Франсис             | 2:56,75 | 2:58,29  | СРС     |
| 2.    | 1     | 5     | САД                  | Арман Хол, Тони Маквај, Кајл Клемонс, Дејвид Верберг                   | 2:54,29 | 2:58,38  | КВ, НРС |
| 3.    | 2     | 3     | Белгија              | Жилијен Вартен, Жонатан Борле, Дилан Борле, Кевин Борле                | 2:59,28 | 2:59,25  | КВ, НР  |
| 4.    | 1     | 2     | Боцвана              | Ајзак Маквала, Караби Сибанда, Onkabetse Nkobolo, Leaname Maotoanong   | 2:59,95 | 2:59,35  | КВ, НР  |
| 5.    | 1     | 5     | Пољска               | Лукаш Кравчук, Михал Пјетжак, Јакуб Кжевина, Рафал Омелко              | 2:58,00 | 2:59,58  | кв, НРС |
| 6.    | 2     | 6     | Бахаме               | Алонзо Расел, Крис Браун, Стивен Гардинер, Стивен Њуболд               | 2:56,72 | 2:59,64  | КВ, НРС |
| 7.    | 2     | 7     | Куба                 | Вилијам Колазо, Адријан Чакон,, Осмајдел Пелисијер, Јоандис Лескај     | 2:59,13 | 3:00,16  | КВ, НРС |
| 8.    | 2     | 4     | Бразил               | Педро Луиз Оливеира, Александер Русо, Петерсон дос Сантос, Уго де Соза | 2:58,56 | 3:00,43  | кв, НРС |
| 9.    | 1     | 8     | Француска            | Мам-Ибра Ан, Теди Атон-Венел, Камаду Касе Ан, Томас Жордије            | 2:58,96 | 3:00,82  | НРС     |
| 10.   | 2     | 5     | ДОМ                  | Хон Соријано, Лугелин Сантос, Луиз Чарлс, Густаво Куеста               | 3:00,15 | 3:01,76  | НРС     |
| 11.   | 1     | 1     | Колумбија            | Антони Забрано, Дијего Паломеке, Карлос Лемос, Хон Перлаза             | 3:01,16 | 3:01.84  |         |
| 12.   | 1     | 3     | Јапан                | Џулијан Волш, Томоја Тамура, Такамаса Китагава , Нобуја Като           | 3:00,76 | 3:02,95  |         |
| 13.   | 2     | 5     | Венецуела            | Артуро Рамирез, Омар Лонгарт, Алберт Браво, Фредди Мезонез             | 3:00,82 | 3:02,69  |         |
| –     | 1     | 7     | Тринидад и Тобаго    | Џарин Соломон, Лалонд Гордон, Дион Лендор, Machel Cedenio              | 2:58,20 | ДИСК     | 163.3а  |
| –     | 2     | 1     | Уједињено Краљевство | Најџел Левин, Делано Вилијамс, Метју Хадсон-Смит, Мартин Руни          | 2:56,60 | ДИСК     | 170,19  |
| –     | 2     | 2     | Индија               | Кунху Мухамед, Мухамед Анас, Ајасаму Дхару, Арокиа Раџив               | 3:00,91 | ДИСК     | 170,19  |

### Финале
| Место | Стаза | Атлетичар | Земља                                                                  | Резултат | Белешка |
| ----- | ----- | --------- | ---------------------------------------------------------------------- | -------- | ------- |
|       | 5     | САД       | Арман Хол, Тони Маквај, Гил Робертс, Лашон Мерит                       | 2:57,30  | СРС     |
|       | 3     | Јамајка   | Питер Метјуз,Нејтон Ален, Фицрој Данкли, Џејвон Франсис                | 2:58,16  | НРС     |
|       | 6     | Бахаме    | Алонзо Расел, Мајкл Матје, Стивен Гардинер, Крис Браун                 | 2:58,49  | НРС     |
| 4.    | 4     | Белгија   | Жилијен Вартен, Жонатан Борле, Дилан Борле, Кевин Борле                | 2:58,52  | НР      |
| 5.    | 7     | Боцвана   | Ајзак Маквала, Караби Сибанда, Onkabetse Nkobolo, Leaname Maotoanong   | 2:59,06  | НР      |
| 6     | 8     | Куба      | Вилијам Колазо, Адријан Чакон, Осмајдел Пелисијер, Јоандис Лескај      | 2:59,53  | НРС     |
| 7     | 2     | Пољска    | Ликаш Кравчук, Михал Пјетжак, Јакуб Кжевина, Рафал Омелко              | 3:00,50  |         |
| 8     | 1     | Бразил    | Педро Луиз Оливеира, Александер Русо, Петерсон дос Сантос, Уго де Соза | 3:03,28  |         |